# Simon Oakland
Simon Oakland (* 28. August 1915 in Brooklyn, New York; † 29. August 1983 in Cathedral City, Kalifornien) war ein US-amerikanischer Schauspieler.

## Leben
Simon Oakland begann seine künstlerische Karriere als Violinist. Mitte der 1940er-Jahre fasste er auch als Schauspieler Fuß und spielte ab 1948 am Broadway in bekannten Stücken wie Light Up the Sky, The Shrike und Inherit the Wind. Seine erste größere Filmrolle übernahm Oakland 1958 als dreister, aber aufrichtiger Journalist in Laßt mich leben an der Seite von Susan Hayward.
Oakland deckte im Lauf seiner Karriere ein weites darstellerisches Spektrum ab und profilierte sich als vielseitiger Charakterschauspieler. Häufig wurde der Darsteller aufgrund seiner äußeren Erscheinung – kräftige Figur, leicht grobschlächtige Züge – als unsympathischer Charakter oder „harter Typ“ besetzt. Oakland spielte in zahlreichen Filmklassikern profilierte Nebenrollen, beispielsweise den Psychologen in den Schlussszenen von Psycho (1960), den hitzköpfigen Polizisten „Schrank“ in der West Side Story (1961), den brutalen Matrosen Stawski in Kanonenboot am Yangtse-Kiang (1966) oder Steve McQueens Vorgesetzten im Polizeifilm Bullitt  (1968).
Mit rund 150 Gastauftritten in Serien, zumeist in der Episodenhauptrolle, war Simon Oakland auch häufig im Fernsehen präsent. Ab den frühen 1950er-Jahren trat Oakland gut drei Jahrzehnte lang regelmäßig als Fernsehdarsteller in Erscheinung. Er spielte beispielsweise in Perry Mason, Twilight Zone, Rauchende Colts, Bonanza (unter anderem als singender Serienmörder in der Folge Eine Faust voll Donner), Die Leute von der Shiloh Ranch, Hawaii Fünf-Null, Kojak, Detektiv Rockford, Drei Engel für Charlie oder Quincy. In den Jahren 1977 und 1978 spielte er eine der Hauptrollen in der Serie Pazifikgeschwader 214. Simon Oakland stand bis wenige Monate vor seinem Tod vor der Kamera.
Simon Oakland starb am 29. August 1983, einen Tag nach seinem 68. Geburtstag, an Krebs. Er hinterließ seine Ehefrau Lois Lorraine Porta (1918–2003), mit der er eine Tochter hatte.

## Filmografie (Auswahl)

### Kino
- 1955: An einem Tag wie jeder andere (The Desperate Hours)
- 1958: Laßt mich leben (I Want to Live!)
- 1958: Die Brüder Karamasow (The Brothers Karamazov)
- 1959: J.D., der Killer (The Rise and Fall of Legs Diamond)
- 1960: Psycho
- 1960: Unterwelt (Murder, Inc.)
- 1960: Wer war die Dame? (Who Was That Lady?)
- 1961: West Side Story
- 1962: Ein Sommer in Florida (Follow That Dream)
- 1962: Hemingways Abenteuer eines jungen Mannes (Hemingway’s Adventures of a Young Man)
- 1962: Third of a Man
- 1963: Die rauhen Reiter von Texas (The Raiders)
- 1963: Zwei Frauen um Joe (Wall of Noise)
- 1965: Geheimagent Barrett greift ein (The Satan Bug)
- 1966: Chubasco
- 1966: Tausend Gewehre für Golden Hill (The Plainsman)
- 1966: Kanonenboot am Yangtse-Kiang (The Sand Pebbles)
- 1967: Der Schnüffler (Tony Rome)
- 1968: Bullitt
- 1970: Einst kommt der Tag… (On a Clear Day You Can See Forever)
- 1971: Scandalous John
- 1971: Leise weht der Wind des Todes (The Hunting Party)
- 1972: Chatos Land (Chato’s Land)
- 1973: Schönen Muttertag – Dein George (Happy Mother’s Day, Love George)
- 1973: Ein Zug für zwei Halunken (Emperor of the North Pole)

### Fernsehen (Auswahl)
- 1951: Big Town (1 Folge)
- 1956–1965: Rauchende Colts (Gunsmoke; 4 Folgen)
- 1959: Gnadenlose Stadt (Naked City; 1 Folge)
- 1959: Black Saddle (1 Folge)
- 1960: Bronco (1 Folge)
- 1960: Am Fuß der blauen Berge (Laramie; 1 Folge)
- 1960: Kein Fall für FBI (The Detectives; 1 Folge)
- 1960/1961: Perry Mason (2 Folgen)
- 1961/1963: Twilight Zone (2 Folgen)
- 1961–1965: Preston & Preston (The Defenders, 5 Folgen)
- 1963: Mein Onkel vom Mars (My Favroite Martian; 1 Folge)
- 1963–1969: Bonanza (3 Folgen)
- 1965: Die Leute von der Shiloh Ranch (The Virginian; 2 Folgen)
- 1965–1969: Daniel Boone (3 Folgen)
- 1967: Mein Freund Ben (Gentle Ben; 2 Folgen)
- 1967: Tarzan (2 Folgen)
- 1968–1970: Ihr Auftritt, Al Mundy (It Takes a Thief; 1 Folge)
- 1968–1975: Hawaii Fünf-Null (Hawaii Five-0; 5 Folgen)
- 1969: Big Valley (1 Folge)
- 1969–1973: Der Chef (Ironside; 3 Folgen)
- 1971: Mord in San Francisco (Crosscurrent)
- 1973: The New Perry Mason (1 Folge)
- 1973–1974: Toma (23 Folgen)
- 1974–1975: Der Nachtjäger (Kolchak: The Night Stalker; 20 Folgen)
- 1976: Kojak – Einsatz in Manhattan (Kojak; 1 Folge)
- 1976–1978: Pazifikgeschwader 214 (Baa Baa Black Sheep; 36 Folgen)
- 1977–1979: Detektiv Rockford – Anruf genügt (The Rockford Files; 4 Folgen)
- 1978: Evening in Byzantium (Fernsehfilm)
- 1978–1979: David Cassidy – Man Undercover (10 Folgen)
- 1978–1982: Quincy (4 Folgen)
- 1979–1982: CHiPs (3 Folgen)
- 1980: Drei Engel für Charlie (Charlie’s Angels; 1 Folge)
- 1982: Lou Grant (1 Folge)
- 1983: Detektei mit Hexerei (Tucker’s Witch; 1 Folge)